# 回家的理由
《回家的理由》，為台灣導演張明右執導的紀錄片作品。以日月明功虐死案為背景。母親因誤信邪教，致虐殺兒子而身陷囹圄，離家已久的女兒重回這破碎的家，思考親情和生命的意義，並希望重新建立這個「家」。

## 獎項及影展
| 年份   | 類別                                       | 獎項                  | 影片           | 結果     | 參考  |
| ------ | ------------------------------------------ | --------------------- | -------------- | -------- | ----- |
| 2019年 | 香港國際紀錄片節                           | 華語紀錄片競賽-長片組 | 《回家的理由》 | 亞軍     | [ 2 ] |
| 2020年 | 2020年臺北電影獎                           | 最佳紀錄片            | 《回家的理由》 | 提名     |       |
| 2020年 | 美國聖地牙哥紀錄片影展                     |                       | 《回家的理由》 | 入選     | [ 3 ] |
| 2020年 | GZDOC金紅棉影展                            |                       | 《回家的理由》 | 入選     |       |
| 2020年 | SVA NewYork 視覺藝術學院                   | 課程映演精選片        | 《回家的理由》 | 入選     |       |
| 2020年 | 廣州國際紀錄片節                           | 紀實影像週            | 《回家的理由》 | 指定選片 |       |
| 2020年 | 清華大學                                   | 夜貓子電影院影展      | 《回家的理由》 | 指定選片 |       |
| 2021年 | 台灣紀錄片工會                             | 專題放映講座          | 《回家的理由》 | 指定選片 |       |
| 2021年 | 《VICE》全球REAL IMAGE COLLECTION 真實影像 | 甄選專欄選片          | 《回家的理由》 | 入選     |       |

## 外部連結
- 回家的理由的Facebook專頁
- 回家的理由作品專頁 （页面存档备份，存于）
- 豆瓣电影上《回家的理由》的資料 （简体中文）
- 開眼電影網上《回家的理由》的資料（繁體中文）
- 互联网电影数据库（IMDb）上《回家的理由》的资料（英文）